# Basilique Saint-Pancrace de Tubbergen

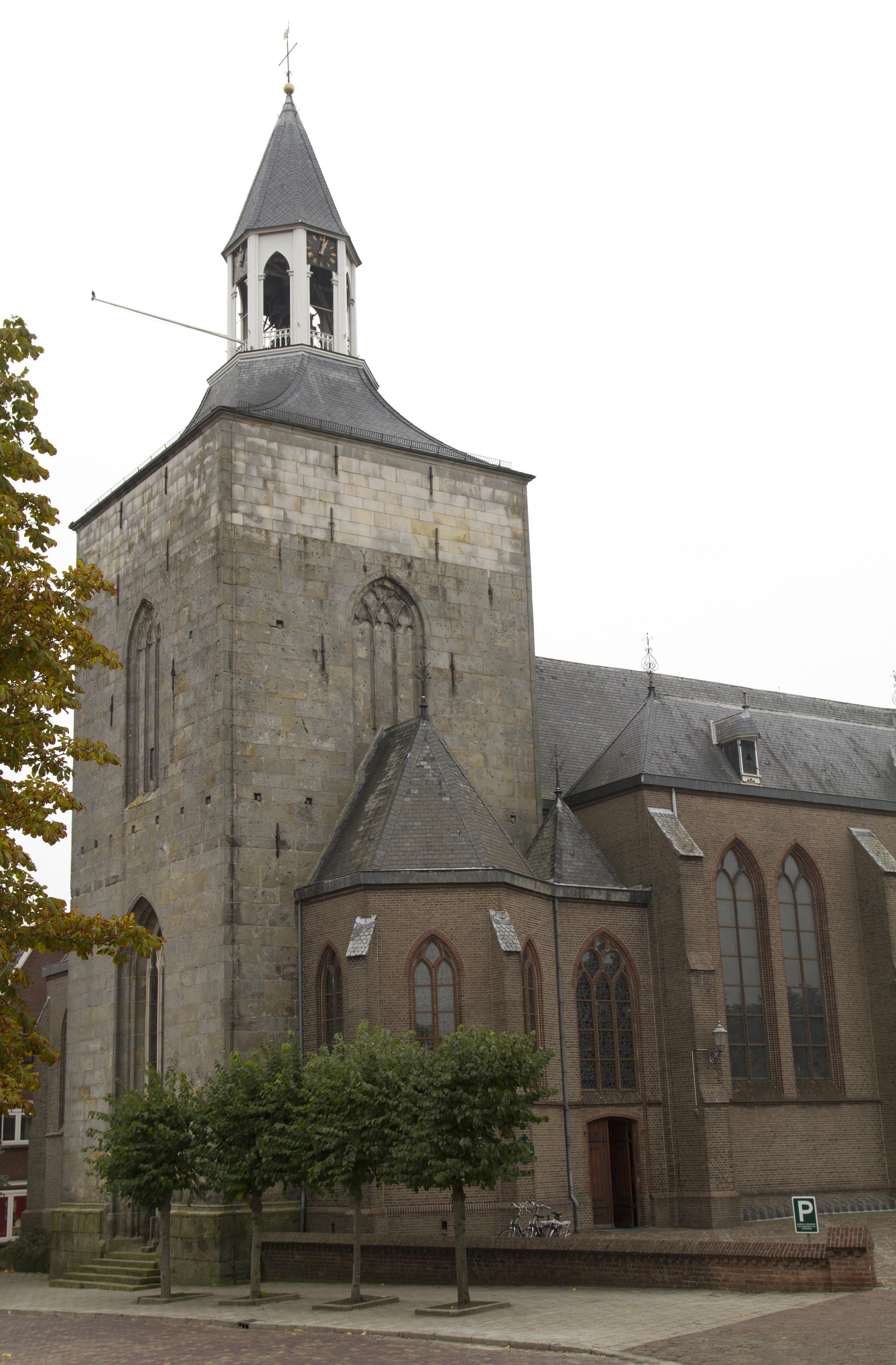
La basilique avec sa tour-clocher gothique.

La basilique Saint-Pancrace (Sint-Pancratiusbasiliek) est une église catholique néo-gothique située dans le centre-ville de Tubbergen aux Pays-Bas. Dédiée à saint Pancrace, elle dépend de l'archidiocèse d'Utrecht. L'édifice est inscrit aux monuments protégés.

## L'ancienne église
Une première chapelle consacrée à saint Pancrace est construite au Moyen Âge. Elle dépend de la paroisse d'Ootmarsum. Cette chapelle est agrandie successivement et, à partir de 1576, sert d'église paroissiale à Tubbergen. En 1634, un pasteur protestant est nommé à Tubbergen. Bien que la population soit restée largement catholique, l'église passe donc aux mains des calvinistes. Lorsque Louis Bonaparte, roi de Hollande, apprend en 1809 qu'il n'y a seulement que soixante-huit protestants vivant à Tubbergen contre un millier de catholiques, il ordonne le retour de l'église aux catholiques.

## La nouvelle église
L'église endommagée est restaurée entre 1826 et 1828. La tour gothique du XVIe siècle, édifiée en grès de Bentheim, est abaissée en 1842. Il y avait aussi un orgue de la maison Maarschalkerweerd d'Utrecht acquis en 1881. Il est toujours en fonction aujourd'hui. Finalement, l'église est reconstruite en 1896-1897 par l'architecte Alfred Tepe qui conserve la tour et elle est consacrée le 30 juin 1897. La nef centrale est rehaussée, mais non pas les bas-côtés. En 1977-1978, la tour est à nouveau restaurée et retrouve sa hauteur d'origine avec en plus deux nouvelles cloches. La partie surélevée est clairement reconnaissable par la différence de couleur entre l’ancienne et la nouvelle pierre. En 1996, l'ancien orgue a été complété par un orgue de chœur du même fabricant de 1882. L'église a été élevée au rang de basilique mineure par Jean-Paul II, le 6 janvier 2000.

## Intérieur
Le maître-autel et la chaire sont de Friedrich Wilhelm Mengelberg. La basilique possède trente-cinq vitraux de cinq générations successives de la célèbre famille des maîtres-verriers Nicolas. Suzanne Nicolas-Nijs réalise en 1962 un chemin de croix en bronze pour l'église.

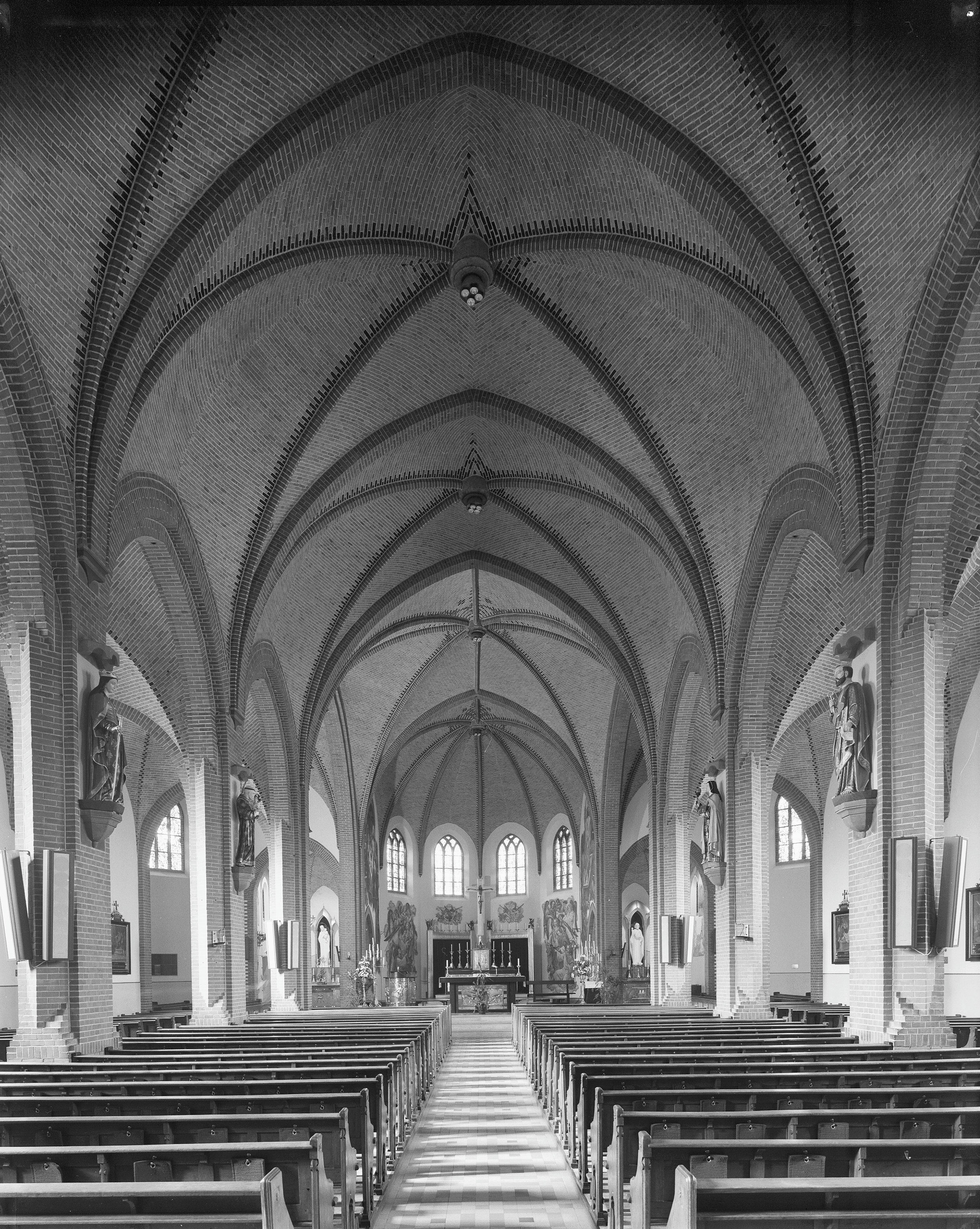
Intérieur de la basilique
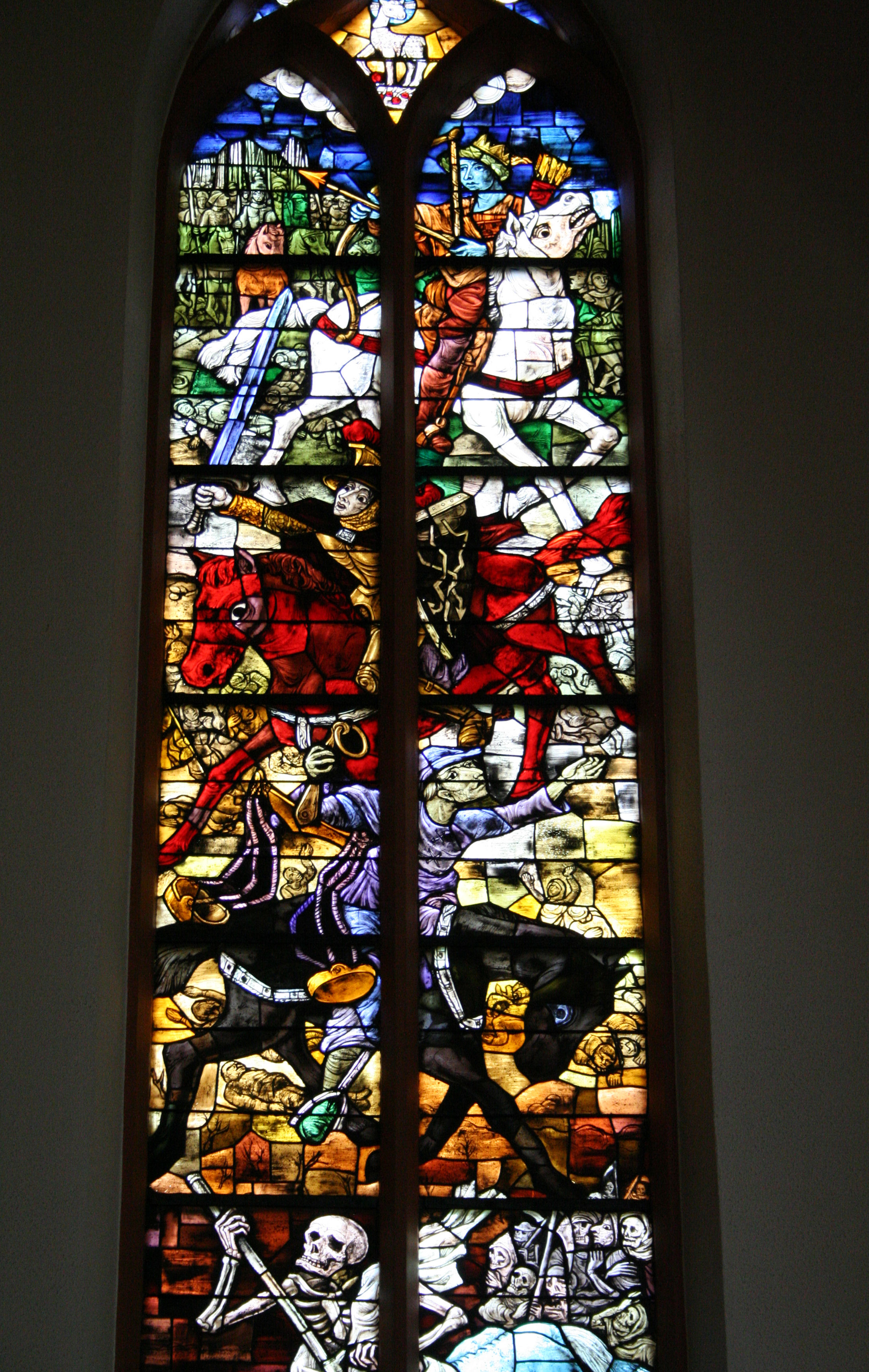
Vitrail de l'atelier Nicolas
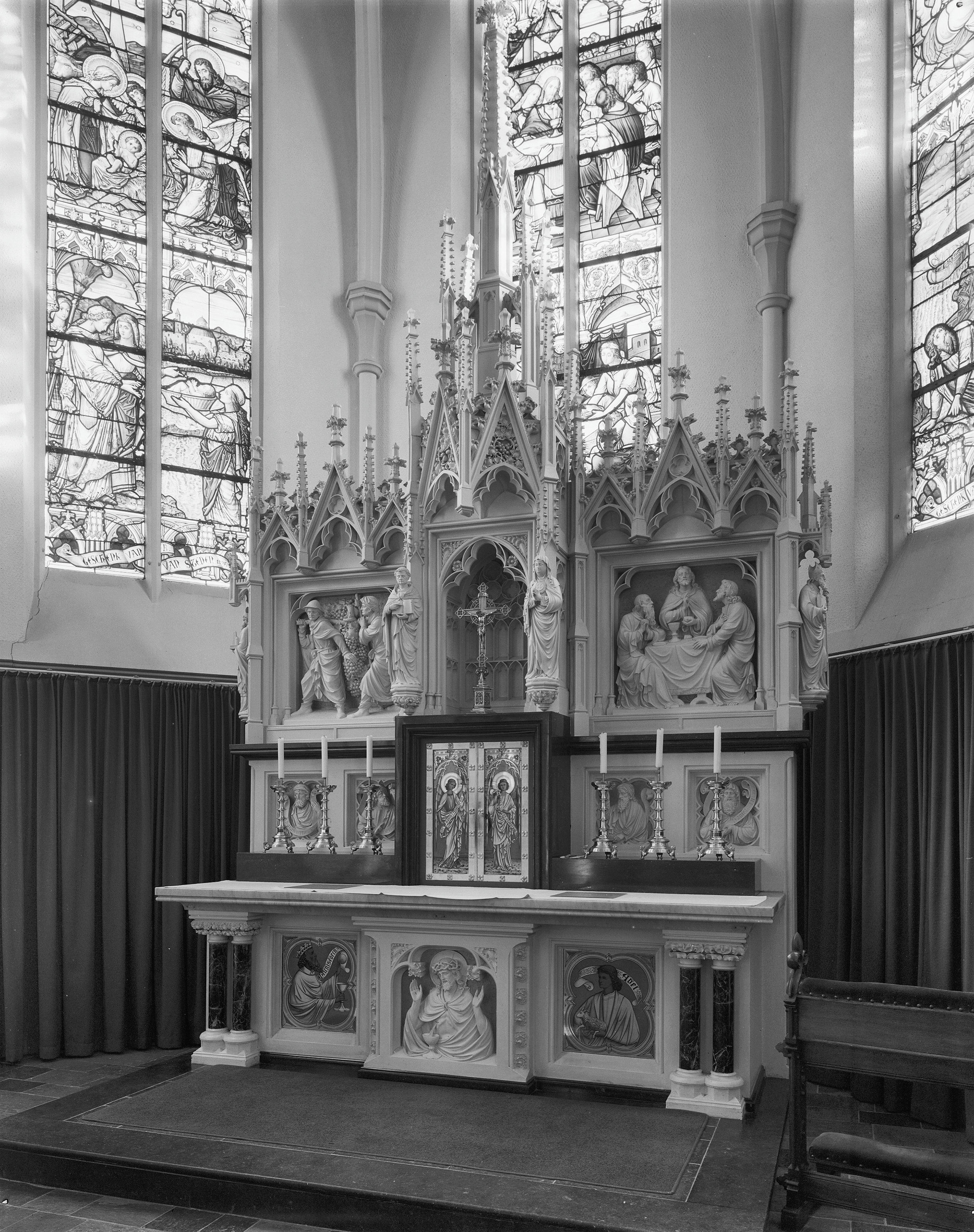
maître-autel néo-gothique de Mengelberg